# James Lewis Parker
James Lewis Parker (* 9. Juni 1994 in San Nicolás) ist ein argentinischer Handballspieler.

## Karriere

### Verein
Der 1,87 m große linke Rückraumspieler spielte in seiner Heimat für Handball San Luis, Mariano Acosta und SAG Polvorines.
Im Sommer 2018 wechselte er nach Spanien zum Zweitligisten Club Balonmano Alarcos Ciudad Real, mit dem er in der Saison 2018/19 als Drittplatzierter den Aufstieg in die Liga Asobal knapp verpasste. Daraufhin nahm ihn der Erstligist Club Balonmano Benidorm unter Vertrag. Im spanischen Pokal, der Copa del Rey, unterlag sein Verein in der Spielzeit 2019/20 erst im Endspiel dem FC Barcelona und qualifizierte sich erstmals in der Vereinsgeschichte für einen Europapokal. Mit Benidorm spielte er international in der EHF European League 2020/21.
Ab 2022 lief Parker für den ägyptischen Spitzenklub Zamalek SC auf, der ihn gegen eine Ablösesumme in Höhe von 30.000 Euro aus seinem Vertrag herausgekauft hatte. Mit dem Team aus Kairo gewann er 2023 den afrikanischen Pokal der Pokalsieger. Im afrikanischen Supercup unterlag er im Endspiel Al-Ahly SC.
Seit der Spielzeit 2024/2025 steht er im Aufgebot des spanischen Vereins Horneo EÓN Alicante, mit dem ihm der Aufstieg in die 1. Liga gelang.

### Nationalmannschaft
Mit der argentinischen Nationalmannschaft gewann Parker die Südamerikaspiele 2022 und die Panamerikanischen Spiele 2023 sowie Silber bei der Süd- und zentralamerikanischen Meisterschaft 2022. Außerdem belegte er bei der Weltmeisterschaft 2023 den 19. Platz.